# Tappeh Vāshīān
Tappeh Vāshīān (persiska: واشيانِ نَصير تَپِّه, واشيان, تپّه واشیان, Vāshīān-e Naşīr Tappeh) är en ort i Iran.   Den ligger i provinsen Lorestan, i den västra delen av landet, 400 km sydväst om huvudstaden Teheran. Tappeh Vāshīān ligger 904 meter över havet och antalet invånare är 378.
Terrängen runt Tappeh Vāshīān är kuperad åt nordväst, men åt sydost är den platt. Runt Tappeh Vāshīān är det ganska glesbefolkat, med 28 invånare per kvadratkilometer. Närmaste större samhälle är Poldokhtar, 9,2 km väster om Tappeh Vāshīān. Omgivningarna runt Tappeh Vāshīān är i huvudsak ett öppet busklandskap.